# Hongkong op de Olympische Zomerspelen 2012
Hongkong nam deel aan de Olympische Zomerspelen 2012 in Londen, Verenigd Koninkrijk.

## Medailleoverzicht
| Sport       | Olympiër    | Onderdeel  | Medaille |
| ----------- | ----------- | ---------- | -------- |
| Wielersport | Lee Wai Sze | keirin (v) | Brons    |

## Deelnemers en resultaten
(m) = mannen, (v) = vrouwen

### Atletiek
| Olympiër                                         | Onderdeel  | Resultaat | Prestatie                                          |
| ------------------------------------------------ | ---------- | --------- | -------------------------------------------------- |
| Lai Chun Ho Ng Ka Fung Tang Yik Chun Tsui Chi Ho | 4x100m (m) | 15e       | serie 2: 8ste in 38,61                             |
|                                                  |            |           |                                                    |
| Fong Yee Pui                                     | 100m (v)   | 54e       | serie 3: 2de in 12,02 kwartfinale 1: 8ste in 11,98 |

### Badminton
| Olympiër                   | Onderdeel      | Resultaat | Prestatie |
| -------------------------- | -------------- | --------- | --- |
| Wong Wing Ki               | enkelspel (m)  | 9e        | groep F: 1ste W van UGA Ekiring: 21-10, 21-8 W van FRA Leverdez: 21-11, 21-16 2de ronde: V van CHN Chen: 17-21, 17-21                                             |
|                            |                |           | |
| Yip Pui Yin                | enkelspel (v)  | 5e        | groep J: 1ste W van NOR Kværnø: 21-8, 21-7 W van KOR Sung: 21-18, 23-21 2de ronde: W van FRA Hongyan: 13-21, 21-12, 21-16 kwartfinale: V van CHN Li: 12-21, 20-22 |
| Poon Lok Yan Tse Ying Suet | dubbelspel (v) | 10e       | groep D: 4de V van CHN Tian/Zhao: 11-21, 12-21 V van DEN Pedersen/Juhl: 13-21, 21-14, 18-21 V van JPN Maeda/Suetsuna: 15-21, 19-21                                |

### Boogschieten
| Olympiër    | Onderdeel       | Resultaat | Prestatie                                                                |
| ----------- | --------------- | --------- | ------------------------------------------------------------------------ |
| Lee Kar Wai | individueel (m) | 33e       | plaatingsronde: 60ste met 637 punten 1ste ronde: V van JPN Furukawa: 4-6 |

### Gewichtheffen
| Olympiër | Onderdeel | Resultaat | Prestatie                                                  |
| -------- | --------- | --------- | ---------------------------------------------------------- |
| Yu Weili | -53kg (v) | 9e        | trekken: 6de met 90kg stoten: 13de met 105kg totaal: 195kg |

### Gymnastiek
| Olympiër            | Onderdeel                | Resultaat | Prestatie |
| ------------------- | ------------------------ | --------- | --- |
| Shek Wai Hung       | paard voltige (m)        | 68e       | kwalificatie: 68ste met 10,833 punten                                                                                   |
| Shek Wai Hung       | rekstok (m)              | 55e       | kwalificatie: 55ste met 13,533 punten                                                                                   |
| Shek Wai Hung       | sprong (m)               | 14e       | kwalificatie: 14de met 15,466 punten                                                                                    |
| Shek Wai Hung       | vloer (m)                | 63e       | kwalificatie: 63ste met 13,408 punten                                                                                   |
|                     |                          |           | |
| Wong Hiu Ying Angel | meerkamp individueel (v) | 52e       | kwalificatie: 49,765 punten balk: 11,466 punten brug ongelijk: 11,866 punten sprong: 13,533 punten vloer: 12,800 punten |

### Judo
| Olympiër       | Onderdeel | Resultaat | Prestatie                                                 |
| -------------- | --------- | --------- | --------------------------------------------------------- |
| Cheung Chi Yip | -73kg (m) | 17e       | 1ste ronde: vrij 2de ronde: V van USA Delpopolo: waza-ari |

### Roeien
| Olympiër                     | Onderdeel              | Resultaat | Prestatie |
| ---------------------------- | ---------------------- | --------- | --- |
| So Sau Wah                   | skiff (m)              | 25e       | serie 2: 6de in 7.15,91 herkansingen: 3de in 7.13,35 halve finale E/F: 1ste in 7.44,20 finale E: 1ste in 7.29,35 |
| Leung Chun Shek Lok Kwan Hoi | lichte dubbel-twee (m) | 18e       | serie 4: 5de in 6.59,52 herkansingen: 4de in 6.47,04 halve finale C/D: 3de in 7.13,67 finale C: 6de in 7.00,01   |

### Schermen
| Olympiër             | Onderdeel  | Resultaat | Prestatie                                 |
| -------------------- | ---------- | --------- | ----------------------------------------- |
| Leung Ka Ming        | degen (m)  | 17e       | 1ste ronde: V van ITA Pizzo: 14-15        |
| Choi Nicholas Edward | floret (m) | 33e       | 1ste ronde: V van ROU Dărăban: 8-15       |
| Lam Hin Chung        | sabel (m)  | 33e       | 1ste ronde: V van POL Skrodzki: 10-15     |
|                      |            |           |                                           |
| Yeung Chui Ling      | degen (v)  | 33e       | 1ste ronde: V van UKR Pantelyeyeva: 10-15 |
| Lin Po Heung         | floret (v) | 33e       | 1ste ronde: V van JPN Nishioka 10-13      |
| Au Sin Ying          | sabel (v)  | 17e       | 1ste ronde: V van TUN Besbes: 13-15       |

### Schietsport
| Olympiër  | Onderdeel            | Resultaat | Prestatie                                        |
| --------- | -------------------- | --------- | ------------------------------------------------ |
| Ip Pui Yi | 10m luchtpistool (v) | 49e       | kwalificatie: 49ste met 346 punten (89-89-80-88) |

### Tafeltennis
| Olympiër                             | Onderdeel     | Resultaat | Prestatie |
| ------------------------------------ | ------------- | --------- | --- |
| Jiang Tianyi                         | enkelspel (m) | 5e        | voorronde: vrij 1ste ronde: vrij 2de ronde: vrij 3de ronde: W van RUS Smirnov: 4-1 (11-9, 11-5, 6-11, 12-10, 12-10) 4de ronde: W van PRK Kim: 4-3 (14-12, 6-11, 11-13, 9-11, 11-6, 11-7, 15-13) kwartfinale: V van CHN Zhang: 1-4 (4-11, 11-8, 4-11, 9-11, 6-11à |
| Tang Peng                            | enkelspel (m) | 33e       | voorronde: vrij 1ste ronde: vrij 2de ronde: V van IRI Alamian: 3-4 (8-11, 5-11, 11-7, 9-11, 11-8, 11-5, 10-12) |
| Jiang Tianyi Leung Chu Yan Tang Peng | team (m)      | 4e        | 1ste ronde: W van Brazilië: 3-0 kwartfinale: W van Japan: 3-2 halve finale: V van Zuid-Korea: 0-3 bronzen finale: V van Duitsland: 1-3 |
|                                      |               |           | |
| Jiang Huajun                         | enkelspel (v) | 9e        | voorronde: vrij 1ste ronde: vrij 2de ronde: vrij 3de ronde: W van PRK Kim: 4-2 (11-5, 11-9, 7-11, 11-7, 5-11, 11-7) 4de ronde: V van CHN Ding: 1-4 (10-12, 2-11, 5-11, 11-9, 6-11)                                                                               |
| Tie Yana                             | enkelspel (v) | 17e       | voorronde: vrij 1ste ronde: vrij 2de ronde: vrij 3de ronde: V van ROU Samara: 2-4 (9-11, 9-11, 8-11, 11-6, 11-5, 8-11) |
| Jiang Huajun Lee Ho Ching Tie Yana   | team (v)      | 5e        | 1ste ronde: W van Oostenrijk: 3-1 kwartfinale: V van Zuid-Korea: 0-3 |

### Wielersport
| Olympiër           | Onderdeel             | Resultaat | Prestatie |
| Baan               | Baan                  | Baan      | Baan |
| ------------------ | --------------------- | --------- | --- |
| Choi Ki Ho         | omnium (m)            | 16e       | totaal: 89 punten vliegende ronde: 15e met 13,659 puntenkoers: 14e met 3 punten eliminatiekoers: 11e individuele achtervolging: 17e in 4.38,707 scratch: 17e tijdrit: 15e in 1.06,071 |
|                    |                       |           | |
| Lee Wai Sze        | keirin (v)            | Brons     | 1ste ronde: 4de herkansingen: 1ste ronde 2: 3de finale: 3de |
| Lee Wai Sze        | olympische sprint (v) | 10e       | kwalificatie: 7de in 11,203 1ste ronde: W van CAN Sullivan: 11,300 2de ronde: V van CUB Guerra: herkansingen: V van UKR Shulika 9-12de plaats: 2de                                    |
| Mountainbike       |                       |           | |
| Chan Chun Hing     | mannen                | 38e       | 1:41.59 |
| Weg                |                       |           | |
| Wong Kam-Po        | wegwedstrijd (m)      | 37e       | 5:46.37 |
|                    |                       |           | |
| Wong Wan Yiu Jamie | wegwedstrijd (v)      | -         | buiten tijd |

### Zeilen
| Olympiër            | Onderdeel | Resultaat | Prestatie                                  |
| ------------------- | --------- | --------- | ------------------------------------------ |
| Ho Tsun Andy Leung  | rs:x (m)  | 13e       | 125 punten: (11-18-28-12-15-10-13-9-16-21) |
|                     |           |           |                                            |
| Hei Man Hayley Chan | rs:x (v)  | 12e       | 96 punten: (10-8-9-13-12-15-11-11-8-14)    |

### Zwemmen
| Olympiër       | Onderdeel             | Resultaat | Prestatie                |
| -------------- | --------------------- | --------- | ------------------------ |
| Hannah Wilson  | 100m vrije slag (v)   | 21e       | serie 5: 7de in 55,33    |
| Sze Hang Yu    | 200m vrije slag (v)   | 23e       | serie 3: 8ste in 1.59,92 |
| Stephanie Au   | 100m rugslag (v)      | 39e       | serie 3: 8st in 1.04,31  |
| Stephanie Au   | 200m rugslag (v)      | 36e       | serie 2: 8ste in 2.18,47 |
| Hannah Wilson  | 100 m vlinderslag (v) | 30e       | serie 3: 5de in 59,59    |
| Tang Wing Yung | 10km open water (v)   | 20e       | 2:02.33,4                |

Afghanistan · Albanië · Algerije · Amerikaanse Maagdeneilanden · Amerikaans-Samoa · Andorra · Angola · Antigua en Barbuda · Argentinië · Armenië · Aruba · Australië · Azerbeidzjan · Bahama's · Bahrein · Bangladesh · Barbados · België · Belize · Benin · Bermuda · Bhutan · Bolivia · Bosnië en Herzegovina · Botswana · Brazilië · Britse Maagdeneilanden · Brunei · Bulgarije · Burkina Faso · Burundi · Cambodja · Canada · Centraal-Afrikaanse Republiek · Chili · China · Chinees Taipei · Colombia · Comoren · Congo-Brazzaville · Congo-Kinshasa · Cookeilanden · Costa Rica · Cuba · Cyprus · Denemarken · Djibouti · Dominica · Dominicaanse Republiek · Duitsland · Ecuador · Egypte · El Salvador · Equatoriaal-Guinea · Eritrea · Estland · Ethiopië · Fiji · Filipijnen · Finland · Frankrijk · Gabon · Gambia · Georgië · Ghana · Grenada · Griekenland · Groot-Brittannië · Guam · Guatemala · Guinee · Guinee‑Bissau · Guyana · Haïti · Honduras · Hongarije · Hongkong · Ierland · IJsland · India · Indonesië · Irak · Iran · Israël · Italië · Ivoorkust · Jamaica · Japan · Jemen · Jordanië · Kaaimaneilanden · Kaapverdië · Kameroen · Kazachstan · Kenia · Kirgizië · Kiribati · Koeweit · Kroatië · Laos · Lesotho · Letland · Libanon · Liberia · Libië · Liechtenstein · Litouwen · Luxemburg · Macedonië · Madagaskar · Malawi · Maldiven · Maleisië · Mali · Malta · Marshalleilanden · Marokko · Mauritanië · Mauritius · Mexico · Micronesië · Moldavië · Monaco · Mongolië · Montenegro · Mozambique · Myanmar · Namibië · Nauru · Nederland · Nepal · Nicaragua · Nieuw-Zeeland · Niger · Nigeria · Noord-Korea · Noorwegen · Oeganda · Oekraïne · Oezbekistan · Oman · Oostenrijk · Oost-Timor · Pakistan · Palau · Palestina · Panama · Papoea-Nieuw-Guinea · Paraguay · Peru · Polen · Portugal · Puerto Rico · Qatar · Roemenië · Rusland · Rwanda · Saint Kitts en Nevis · Saint Lucia · Saint Vincent en Grenadines · Salomonseilanden · Samoa · San Marino · Sao Tomé en Principe · Saoedi-Arabië · Senegal · Servië · Seychellen · Sierra Leone · Singapore · Slovenië · Slowakije · Soedan · Somalië · Spanje · Sri Lanka · Suriname · Swaziland · Syrië · Tadzjikistan · Tanzania · Thailand · Togo · Tonga · Trinidad en Tobago · Tsjaad · Tsjechië · Tunesië · Turkije · Turkmenistan · Tuvalu · Uruguay · Vanuatu · Venezuela · Verenigde Arabische Emiraten · Verenigde Staten · Vietnam · Wit-Rusland · Zambia · Zimbabwe · Zuid-Afrika · Zuid-Korea · Zweden · Zwitserland · Onafhankelijke atleten